# Рагозин, Николай Петрович
Никола́й Петро́вич Раго́зин (19 декабря 1953, Ткибули, Имеретия — 26 октября 2020, Донецк) — политический деятель подконтрольной России Донецкой Народной Республики. Депутат Народного Совета Донецкой Народной Республики. Кандидат философских наук. Почётный профессор Донецкого национального технического университета, заведующий кафедрой социологии и политологии ДонНТУ.

## Биография
Родился 19 декабря 1953 года в городе Ткибули Грузинской ССР. Семья была из Макеевки и вскоре после рождения сына вернулась обратно. Школьные годы Рагозин провёл в Макеевке.
В 1972 году поступил учиться на философский факультет Ростовского государственного университета по специальности «Философия» и закончил его в 1977 году с отличием. После окончания четыре года работал в университете. Сперва на кафедре диалектического и исторического материализма, а после на кафедре истории философии. С 1981 по 1984 годах учился на аспирантуре в секторе философских проблем политики Института философии Академии наук СССР. В 1987 году стал кандидатом философских наук, защитив диссертацию «Проблема власти в политической философии русского либерализма второй половины XIX — начала XX века (критический анализ)», подготовленную под руководством В. В. Мшвениерадзе.
С 1985 года и до смерти профессиональная деятельность учёного была связана с Донецким национальным техническим университетом. Также с 1988 по 1990 год Николай Петрович работал по совместительству в Донецком научном центре Национальной академии наук Украины. По его инициативе в нём была создана кафедра философии и Николай Петрович стал первым её заведующим. В 1991 году по инициативе Николая Петровича в ДонНТУ была создана кафедра культурологии, он стал её заведующим и возглавлял 30 лет. В 2015 году Рагозин стал одним из создателей научного журнала «Культура и цивилизация (Донецк)», а также инициатором создания учебно-научного центра «Социально-гуманитарный институт».
Один из основателей партии Гражданский конгресс Украины.
8 октября 2014 года был делегатом учредительного съезда Коммунистической партии ДНР. Член Президиума Центрального комитета Коммунистической партии Донецкой Народной Республики. Руководитель организации «Учёные социалистической ориентации ДНР».
В 2014 году от общественного движения «Донецкая республика» стал депутатом Народного Совета Донецкой Народной Республики. Входил в комитет по образованию, науке и культуре. Участвовал в разработке законов «О культуре», «О науке и научно-технической политике», «Об образовании». С 2015 по 2017 год входил в Аккредитационную коллегию и коллегию Министерства образования и науки ДНР.
Умер на 67 году жизни 26 октября 2020 года в Донецке. 28 ноября 2020 года при Центральном Комитета Коммунистической партии ДНР в Донецке был открыт Центр политической учёбы имени Н. П. Рагозина. В 2021 году вдова учёного передала его личные вещи, книги, награды, удостоверения в библиотеку-музей Центра политической учёбы ЦК Коммунистической партии ДНР.